# 28451 Tylerhoward
28451 Tylerhoward è un asteroide della fascia principale. Scoperto nel 2000, presenta un'orbita caratterizzata da un semiasse maggiore pari a 2,3954302 UA e da un'eccentricità di 0,1741978, inclinata di 1,71012° rispetto all'eclittica.